# Mycerobas icterioides
El picogordo negrigualdo (Mycerobas icterioides) es una especie de ave paseriforme de la familia Fringillidae endémica del Himalaya occidental y sus estribaciones.
El género Eophona es afín con el género Mycerobas. Ambos géneros forman un mismo grupo filogenético.

## Distribución y hábitat
Se encuentra en el noroeste del subcontinente indio, distribuido por Afganistán, India y Nepal, principalmente en el sector bajo e intermedio de los Himalayas. Su  hábitat natural son los bosques templados.

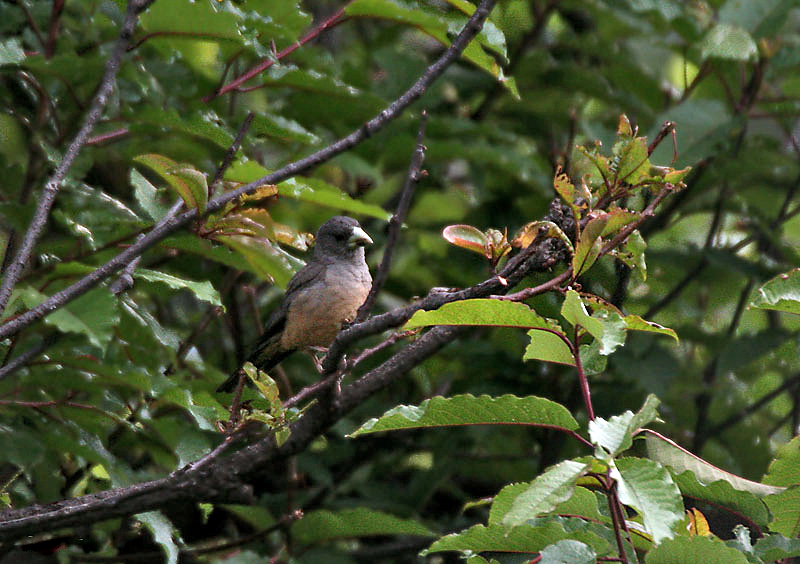
Hembra en Bhandak Thaatch (2600 m) en el Distrito de Kullu-Manali en Himachal Pradesh, India.